# Qian Qichen

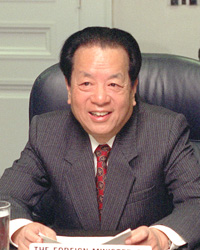
Qian Qichen (1997)

Qian Qichen (Pinyin Qián Qíchēn; chinesisch 钱其琛; * 5. Januar 1928 im Shanghaier Stadtbezirk Jiading; † 9. Mai 2017) war ein chinesischer Politiker. Von April 1988 bis März 1998 war er Außenminister der Volksrepublik (VR) China.

## Leben
Mit 14 Jahren trat er in die Kommunistische Partei Chinas ein. Nach seinem Schulabschluss 1955 diente er als Diplomat unter anderem in Moskau und als Botschafter in Guinea. Ab 1977 hatte er verschiedene Posten im Außenministerium inne. Vor seiner Zeit als Außenminister war er von 1982 bis 1988 Vizeaußenminister.
Von 1993 bis zu seinem Eintritt in den Ruhestand 2003 war er zudem Vizepremierminister des Staatsrates der VR China.

## Veröffentlichungen
- Interview des Magazins „Der Spiegel“ mit Qian Qichen über Reformen, Marx und Marktwirtschaft. (in: „Der Spiegel“, Nr. 10/1992)